# Уакайакам
Округ Уакайакум (англ. Wahkiakum County) — округ штата Вашингтон, США. Население округа на 2000 год составляло 3824 человек. Административный центр округа — город Катламет.

## История
Округ Уакайакум основан в 1854 году.

## География
Округ занимает площадь 683,8 км2.

## Демография
Согласно переписи населения 2000 года, в округе Уакайакум проживало 3824 человек (данные Бюро переписи населения США). Плотность населения составляла 5,6 человек на квадратный километр.